# Bonzi Wells
Gawen DeAngelo "Bonzi" Wells (Muncie, Indiana, 20 de septiembre de 1976)  es un exjugador de baloncesto estadounidense que disputó 10 temporadas en la NBA. Con 1,96 metros de estatura, jugaba en la posición de escolta.

## Trayectoria deportiva

### Universidad
Jugó durante cuatro años con los Cardinals de la Universidad de Ball State, en Indiana. en su primera temporada fue elegido freshman (estudiante de primer curso) del año de la Mid-American Conference, tras promediar 15,8 puntos y 6,1 rebotes. Finalizó su carrera universitaria con los récords históricos de la conferencia en puntos y robos de balón. Sus estadísticas totales fueron de 21,4 puntos, 7,3 rebotes y 2,9 robos por partido.

### NBA

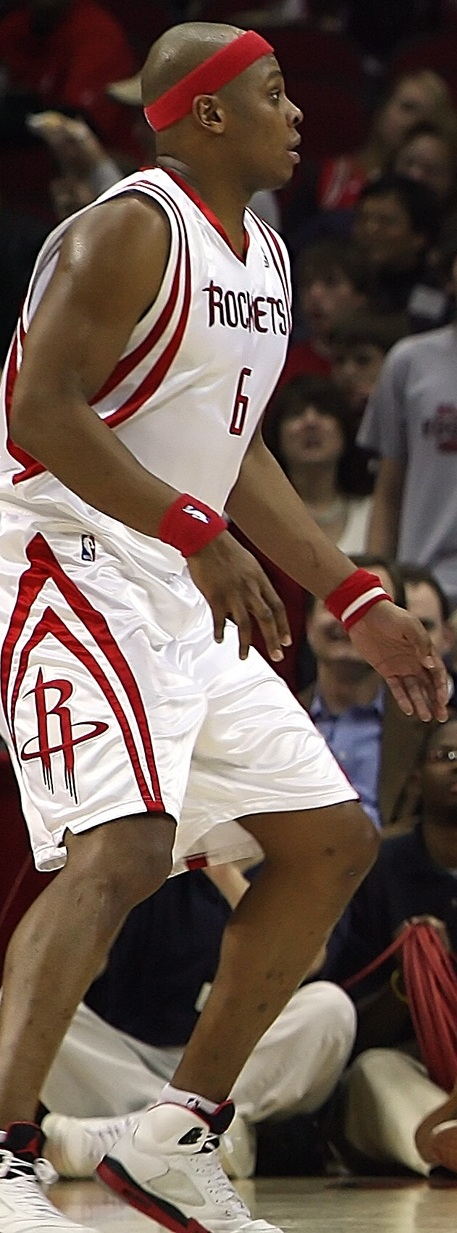
Wells con los Rockets en 2008.

Fue elegido en la undécima posición del Draft de la NBA de 1998 por los Detroit Pistons, pero sus derechos fueron traspasados a Portland Trail Blazers. Tras una primera temporada casi en blanco, y envuelto en problemas judiciales, jugó 4 temporadas completas más en Oregón, siendo su mejor año en 2002, cuando promedió 17 puntos y 6 rebotes por partido. En 2003 fue traspasado a Memphis Grizzlies, donde jugó dos temporadas.
En 2005 recaló en Sacramento Kings, donde realizó unos muy buenos números:13, 6 puntos, 7,7 rebotes y 1,8 robos de balón. Justo antes de iniciarse la pretemporada de 2006 fichó por Houston Rockets, donde, primero por un enfrentamiento con su entrenador debido a la falta de forma física y exceso de peso, y posteriormente a una lesión en la espalda, ha podido jugar tan solo 28 partidos, con un rendimiento inferior a lo que en él es normal.
El 21 de febrero de 2008 fue traspasado a New Orleans Hornets junto con Mike James y dinero por Adam Haluska, Bobby Jackson, Marcus Vinicius y una segunda ronda de draft.
[actualizar]

## Estadísticas de su carrera en la NBA

### Temporada regular
| Año     | Equipo      | PJ  | PT  | MPP  | %TC  | %3P  | %TL  | RPP | APP | ROB | TPP | PPP  |
| ------- | ----------- | --- | --- | ---- | ---- | ---- | ---- | --- | --- | --- | --- | ---- |
| 1998–99 | Portland    | 7   | 0   | 5.0  | .550 | .333 | .444 | 1.3 | .4  | .1  | .1  | 4.4  |
| 1999–00 | Portland    | 66  | 0   | 17.6 | .492 | .377 | .682 | 2.8 | 1.5 | 1.0 | .2  | 8.8  |
| 2000–01 | Portland    | 75  | 46  | 26.6 | .533 | .340 | .663 | 4.9 | 2.8 | 1.2 | .3  | 12.7 |
| 2001–02 | Portland    | 74  | 69  | 31.7 | .469 | .384 | .741 | 6.0 | 2.8 | 1.5 | .3  | 17.0 |
| 2002–03 | Portland    | 75  | 65  | 31.9 | .441 | .292 | .722 | 5.3 | 3.3 | 1.6 | .2  | 15.2 |
| 2003–04 | Portland    | 13  | 10  | 31.1 | .389 | .125 | .778 | 4.7 | 2.7 | 1.5 | .2  | 12.2 |
| 2003–04 | Memphis     | 59  | 17  | 24.9 | .437 | .344 | .750 | 3.4 | 1.8 | 1.2 | .3  | 12.3 |
| 2004–05 | Memphis     | 69  | 19  | 21.6 | .441 | .346 | .750 | 3.3 | 1.2 | 1.2 | .4  | 10.4 |
| 2005–06 | Sacramento  | 52  | 41  | 32.4 | .463 | .222 | .679 | 7.7 | 2.8 | 1.8 | .5  | 13.6 |
| 2006–07 | Houston     | 28  | 1   | 21.1 | .411 | .143 | .561 | 4.3 | 1.1 | .9  | .5  | 7.8  |
| 2007–08 | Houston     | 51  | 7   | 22.0 | .425 | .211 | .638 | 5.1 | 1.6 | 1.0 | .5  | 9.2  |
| 2007–08 | New Orleans | 22  | 0   | 19.9 | .490 | .333 | .660 | 3.2 | .8  | 1.1 | .4  | 8.8  |
| Total   | Total       | 591 | 275 | 25.6 | .460 | .327 | .697 | 4.6 | 2.1 | 1.3 | .3  | 12.1 |

### Playoffs
| Año     | Equipo      | PJ | PT | MPP  | %TC  | %3P  | %TL   | RPP  | APP | ROB | TPP | PPP  |
| ------- | ----------- | -- | -- | ---- | ---- | ---- | ----- | ---- | --- | --- | --- | ---- |
| 1999–00 | Portland    | 14 | 0  | 13.4 | .446 | .200 | .707  | 2.5  | .9  | .5  | .0  | 7.5  |
| 2001–02 | Portland    | 3  | 3  | 35.3 | .368 | .000 | .692  | 4.0  | 4.3 | 2.0 | .3  | 12.3 |
| 2002–03 | Portland    | 7  | 7  | 38.3 | .395 | .300 | .667  | 6.9  | 3.7 | 2.1 | .4  | 19.0 |
| 2003–04 | Memphis     | 4  | 0  | 23.5 | .514 | .000 | .643  | 3.0  | 1.0 | 1.0 | .2  | 11.8 |
| 2004–05 | Memphis     | 2  | 0  | 12.5 | .444 | .000 | 1.000 | 2.0  | 1.5 | 1.0 | .5  | 7.0  |
| 2005–06 | Sacramento  | 6  | 6  | 41.5 | .609 | .625 | .651  | 12.0 | 1.3 | .8  | .3  | 23.2 |
| 2007–08 | New Orleans | 12 | 0  | 14.2 | .386 | .000 | .000  | 2.6  | .7  | .3  | .2  | 3.7  |
| Total   | Total       | 48 | 16 | 22.9 | .455 | .276 | .660  | 4.5  | 1.6 | .9  | .2  | 10.8 |